# Kuta Karang
Kuta Karang is een bestuurslaag in het regentschap Aceh Besar van de provincie Atjeh, Indonesië. Kuta Karang telt 620 inwoners (volkstelling 2010).